# Liolaemus flavipiceus
Espèce
Statut de conservation UICN

 LC  : Préoccupation mineure
Liolaemus flavipiceus est une espèce de sauriens de la famille des Liolaemidae.

## Répartition
Cette espèce est présente dans la région du Maule au Chili et dans la province de Mendoza en Argentine. On la trouve entre 2 150 et 2 500 m d'altitude.

## Étymologie
Le nom spécifique flavipiceus vient du latin flavus, jaune, et de piceus, noirâtre, en référence à la coloration dorsale particulière de ce saurien.

## Publication originale
- Cei & Videla, 2003 : A new species of Liolaemus lacking precloacal pores in males from the Andean south-eastern mountains of Mendoza Province, Argentina (Liolaemidae, Iguania, Lacertilia, Reptilia). Museo Regionale Di Scienze Naturali Bollettino (Torino), vol. 20, p. 275-290.